# Cerkiew Podwyższenia Krzyża Pańskiego w Omelańcu
Cerkiew Podwyższenia Krzyża Pańskiego – prawosławna cerkiew parafialna w Omelańcu na Białorusi, w dekanacie kamienieckim eparchii brzeskiej i kobryńskiej Egzarchatu Białoruskiego Patriarchatu Moskiewskiego. Znajduje się w centrum miejscowości.

## Historia

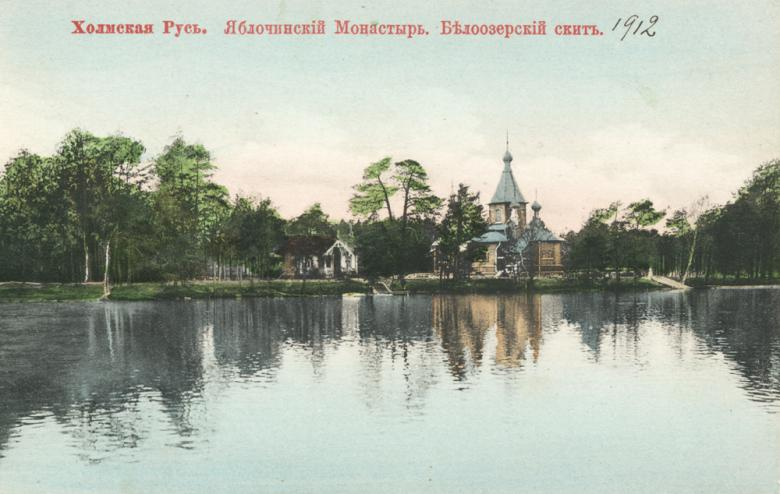
Cerkiew w skicie Świętych Sergiusza i Hermana Wałaamskich na wyspie na Jeziorze Białym (1912)

Świątynia została zbudowana w 1909 r. w skicie Świętych Sergiusza i Hermana Wałaamskich na wyspie na Jeziorze Białym (filii monasteru św. Onufrego w Jabłecznej). W 1925 r. przeniesiona do Omelańca, na miejsce drewnianej cerkwi, która spłonęła 6 lutego 1925 r.
W 2. dekadzie XXI w. cerkiew była remontowana.

## Architektura
Cerkiew została zbudowana na planie krzyża, orientowana, z drewna pomalowanego na niebiesko w stylu neoruskim. Nad gankiem mieści się wieża-dzwonnica z dwuspadowym dachem, zakończona cebulastą kopułką. Nad centralną częścią cerkwi znajduje się zwieńczona krzyżem ośmiokątna kopuła, którą otaczają 4 mniejsze. Prezbiterium w formie apsydy, z dwiema zakrystiami.

## Wnętrze
We wnętrzu znajduje się dwurzędowy ikonostas.